# 潘塔納薩教堂

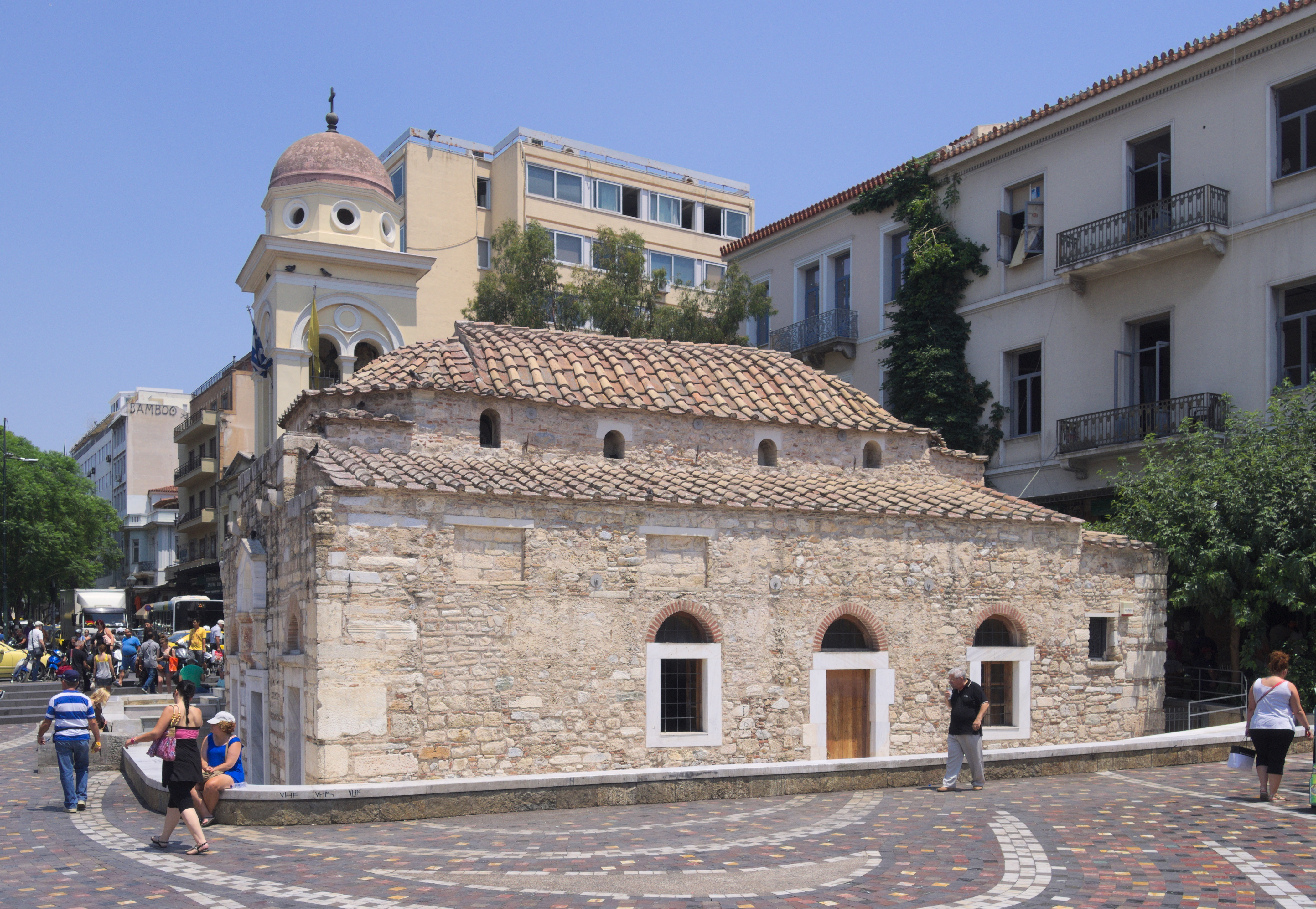

潘塔納薩教堂（希臘語：Εκκλησία της Παντανάσσης）是希臘首都雅典蒙納斯提拉奇廣場的一座教堂，修建於10世紀時期。

## 外部連結
- 维基共享资源上的相關多媒體資源：潘塔納薩教堂
- Pantanassa - Athens24 Guide （页面存档备份，存于）
- Monastiraki Photo Guide （页面存档备份，存于）

37°58′35″N 23°43′34″E / 37.9765°N 23.7261°E